# Тейлор (Пенсільванія)
Тейлор (англ. Taylor) — місто (англ. borough) в США, в окрузі Лекаванна штату Пенсільванія. Населення — 6294 особи (2020).

## Географія
Тейлор розташований за координатами 41°23′45″ пн. ш. 75°42′53″ зх. д. / 41.39583° пн. ш. 75.71472° зх. д. (41.395772, -75.714713).  За даними Бюро перепису населення США в 2010 році місто мало площу 13,47 км², уся площа — суходіл.

## Демографія
Згідно з переписом 2010 року, у селищі мешкали 6263 особи в 2631 домогосподарстві у складі 1650 родин. Густота населення становила 465 осіб/км².  Було 2791 помешкання (207/км²).
Расовий склад населення:
| - 94,5 % — білих - 1,0 % — чорних або афроамериканців - 0,6 % — азіатів - 0,1 % — корінних американців - 2,4 % — осіб інших рас |

До двох чи більше рас належало 1,3 %. Частка іспаномовних становила 5,3 % від усіх жителів.
За віковим діапазоном населення розподілялося таким чином: 20,4 % — особи молодші 18 років, 59,6 % — особи у віці 18—64 років, 20,0 % — особи у віці 65 років та старші. Медіана віку мешканця становила 44,6 року. На 100 осіб жіночої статі у селищі припадало 89,7 чоловіків;  на 100 жінок у віці від 18 років та старших — 86,7 чоловіків також старших 18 років.
Середній дохід на одне домашнє господарство  становив 50 626 доларів США (медіана — 41 726), а середній дохід на одну сім'ю — 61 783 долари (медіана — 50 476). Медіана доходів становила 36 172 долари для чоловіків та 35 942 долари для жінок. За межею бідності перебувало 14,8 % осіб, у тому числі 20,0 % дітей у віці до 18 років та 7,3 % осіб у віці 65 років та старших.
Цивільне працевлаштоване населення становило 2448 осіб. Основні галузі зайнятості: освіта, охорона здоров'я та соціальна допомога — 21,8 %, роздрібна торгівля — 14,2 %, виробництво — 14,2 %.